# Municipio Escárcega
Koordinaten: 18° 35′ N, 90° 45′ W
Escárcega ist ein  Municipio im mexikanischen Bundesstaat Campeche. Das Municipio hat 54.184 Einwohner (Zensus 2010) und ist 4798 km² groß. Verwaltungssitz und größter Ort des Municipios ist das gleichnamige Escárcega.

## Geographie
Das Municipio Escárcega liegt im Zentrum des mexikanischen Bundesstaats Campeche auf bis zu knapp über 200 m Seehöhe. Es zählt zu über 99 % zur physiographischen Provinz der Halbinsel Yucatán und zu knapp einem halben Prozent zur südlichen Küstenebene des Golfes bzw. zu gut 60 % zur hydrographischen Region Grijalva-Usumacinta und zu knapp 40 % zur Region Yucatán Oeste. Die Geologie des Municipios wird zu 65 % von Kalkstein und zu 32 % von Alluvionen bestimmt; vorherrschende Bodentypen sind Leptosol (48 %), Vertisol (38 %) und Phaeozem (11 %). Mehr als 80 % der Gemeindefläche sind bewaldet, etwa 16 % sind Weideland.
Das Municipio Escárcega grenzt an die Municipios Champotón, Calakmul, Candelaria und Carmen.

## Bevölkerung
Beim Zensus 2010 wurden im Municipio 54.184 Menschen in 13.299 Wohneinheiten gezählt. Davon wurden 3.072 Personen als Sprecher einer indigenen Sprache registriert, darunter 1.726 Sprecher des Chol, 786 Sprecher des Mayathan und 201 Sprecher des Tzeltal. Knapp zwölf Prozent der Bevölkerung waren Analphabeten. 19.450 Einwohner wurden als Erwerbspersonen registriert, wovon gut 75 % Männer bzw. ca. 3 % arbeitslos waren. Über 28 % der Bevölkerung lebten in extremer Armut.

## Orte
Das Municipio Escárcega umfasst 234 bewohnte localidades, von denen neben dem Hauptort vom INEGI auch División del Norte als urban klassifiziert ist. Sieben Orte wiesen beim Zensus 2010 eine Einwohnerzahl von über 1000 auf, 191 Orte hatten weniger als 100 Einwohner. Die größten Orte sind:
| Ort                      | Einwohner |
| Escárcega                | 29.477    |
| División del Norte       | 03.259    |
| La Libertad              | 01.462    |
| Matamoros                | 01.453    |
| Haro                     | 01.092    |
| Don Samuel               | 01.081    |
| Altamira de Zináparo     | 01.040    |
| Centenario               | 00.942    |
| La Victoria              | 00.878    |
| Justicia Social          | 00.818    |
| Kilómetro Treinta y Seis | 00.810    |
| Silvituc                 | 00.803    |